# Geordie
För den brittiska rockgruppen, se Geordie (musikgrupp).

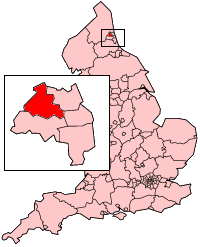
Newcastle upon Tyne

Geordie kallas i engelsk folkmun en person från Newcastletrakten eller trakterna kring floden Tynes utlopp i Nordsjön (Tyneside). Ibland används ordet i den vidare meningen person från nordöstra England. Etymologiskt är ordet härlett från det lokala uttalet av diminutivformen för personnamnet George, Georgie.
Geordie är också namnet på den dialekt som talas i denna del av England. I jämförelse med den brittiska standardengelskan har geordie bevarat mer av fornengelska (anglo-saxiska).